# Гідрометалургія
Гідрометалургія (рос. гидрометаллургия, англ. hydrometallurgy, нім. Hydrometallurgie f) — галузь металургії, що охоплює різні способи вилучення металів із руд, концентратів та відходів різних виробництв за допомогою розчинів (найчастіше водних) хімічних реагентів з подальшим виділенням металів або їхніх сполук з цих розчинів.

## Історія
Найдавнішим відомим способом гідрометалургії є вилучення міді з руд Ріо-Тінто (Іспанія) у XVI ст. Пізніше були розроблені і впроваджені гідрометалургійні способи вилучення платини (1827), нікелю (1875), алюмінію з бокситів (1892), золота (1889), цинку (1914) і т. д.

## Основні процеси гідрометалургії
Основні процеси гідрометалургії:
- механічна обробка руд (дроблення, мокре і сухе подрібнення);
- вилуговування металів водними розчинами хімічних реагентів;
- відокремлювання розчину від нерозчиненої частини;
- осаджування металів або їхніх сполук з розчинів;
- переробка осаду.

У разі потреби подрібнену руду перед вилуговуванням піддають випалюванню (окисному, відновному тощо), а розчини перед осаджуванням металів — фільтрації й очищуванню від небажаних домішок, концентруванню (згущенню) упарюванням і екстрагуванням.

## Сучасне застосування
Гідрометалургію використовують у виробництві цинку, міді, нікелю, кобальту, алюмінію, благородних і рідкісних металів, а також рідкісноземельних елементів. Іноді, вдаючись до гідрометалургійних процесів, метали добувають безпосередньо з рудних тіл (наприклад, підземним вилуговуванням міді й урану).
Гідрометалургія, на відміну від пірометалургії, забезпечує вибіркове і комплексне добування металів з бідних і важкозбагачуваних руд. Добування металів гідрометалургійними способами іноді знижує (порівняно з пірометалургійними) собівартість продукції, зменшує забруднення навколишнього середовища, поліпшує умови праці.
Сьогодні бл. 20% світового виробництва Cu, 50-70% Zn і Ni, 100% оксидів Al і U, металічних Cd, Co та інших цілком базується на гідрометалургії.